# Борута, Казис
Ка́зис Бо́рута (лит. Kazys Boruta, 6 января 1905 деревня Кулокай Людинавской волости Мариямпольского уезда — 9 марта 1965, Вильнюс) — литовский и советский поэт, писатель, переводчик, общественный деятель; заслуженный деятель культуры Литовской ССР (1965).

## Биография
Во время Первой мировой войны семья эвакуировалась в Россию и осенью 1915 года обосновалась в Москве. Здесь Казис Борута начал учиться в гимназии. В 1918 года вернулся с родителями в Литву.
Учился в Мариямполе в гимназии, с 1920 года в учительской семинарии, откуда был исключён за празднование 1 Мая; экзамены об окончании сдал экстерном. Поступил в 1924 году в каунасский Литовский университет, в 1925 включился в деятельность эсеров-максималистов и был исключён из университета за противоправительственные выступления (протест против смертных казней).
В 1926, 1928—1930 годах учился в Венском и Берлинском университетах. В 1927 году был выслан из Литвы за антигосударственную деятельность. Живя в Риге (1927—1928), сотрудничал с латышскими писателями и художниками левых взглядов, организовал издательство, выпустил литературный альманах «Аудра» («Буря»), сборник стихов «Литва крестов», сборник рассказов «Ветер смуты с полей». В 1928 году был выслан из Латвии.
Был одним из учредителей и активных сотрудников авангардистского левого журнала «Трячас фронтас» («Третий фронт»; 1930—1931) — органа третьефронтовцев. В 1931 году вернулся в Литву. В 1932 году был редактором альманаха «Дарбас» («Труд»). За участие в подрывной нелегальной деятельности отбывал заключение в 1933—1935. В 1935—1940 годах занимался литературной, редакторской, журналистской работой, работал в редакции журнала «Деновидис». С 1940 года жил в Вильнюсе. После Великой Отечественной войны работал в Институте литовской литературы до 1946 года.
Весной 1946 года был арестован советскими органами по обвинению в принадлежности к нелегальной патриотической организации. Отбывал наказание в лагере в Воркуте. В 1956 году возвратился в Вильнюс. Вернулся к литературной работе, занимался переводами, переложениями для детей народных сказок. В 1965 году удостоен звания заслуженного деятеля культуры Литовской ССР. В том же году умер. Похоронен на кладбище Расу в Вильнюсе.

## Литературная деятельность
Первый сборник стихов «Алло» выпустил в 1925 году, второй «Песни о плакучих ивах» — в 1927 году. Изданный в Риге сборник антифашистских стихотворений «Литва крестов» (1927) в Литве был запрещён.
Писал стихи, поэмы («Бунт пахарей», «Поэма о батраке» и другие), прозу — рассказы, сатирическую повесть «Дом № 13» (1928), роман «Деревянные чудеса» (1938), документальную повесть о скульпторе Винцасе Грибасе «Тяжёлые памятники» (1957). Автор научно-популярного очерка «Путешествия на север» (1938—1939), сборника сказок «Небо рушится» (1955), повести «Странствия Юргиса Пакетуриса» и других книг для детей.
Повесть «Мельница Балтарагиса» (1945), основанная на фольклорном мотиве договора с чёртом, с элементами символики и сказочной фантастики, интерпретируется как аллегория ситуации тоталитарного режима. Она переведена на русский, исландский, латышский, немецкий, польский, чешский языки. Переработанная в пьесу, она неоднократно ставилась (премьера в Каунасском драматическом театре в 1966 году). По мотивам повести снят кинофильм-мюзикл «Чёртова невеста» (лит. „Velnio nuotaka“; 1974; режиссёр Арунас Жебрюнас) с музыкой Вячеслава Ганелина; мюзикл был записан и выпущен на пластинке.
Подписывался A. Vandra, Antanas Avižienius, Anupras Paketuris, E. Erika, E. Linonis, El. Vetra, K. A. Apuokas, K. Aruta, K. Linonis, L. Vailila, Petras Povilionis, R. Ta, V. Vaja, V. Vandra, Vincas Dovine и другими псевдонимами.

## Переводческая деятельность
Перевёл на литовский язык роман «Пётр Первый» А. Н. Толстого (перевод издан в 1935—1938), драматическую поэму «Бранд» (перевод издан в 1937), дилогию «Кесарь и Галилеянин» (перевод издан в 1938), «Кукольный дом» (1963) Генриха Ибсена, комедию Шекспира «Много шума из ничего» (1952, 1963), драму Шиллера «Вильгельм Телль» (1952, 1962). Переводил на литовский язык поэзию С. Есенина, В. В. Маяковского, С. Я. Маршака, А. С. Пушкина, Н. С. Тихонова, латышских поэтов Линардса Лайценса, Яниса Райниса и других, прозу Б. Л. Горбатова, В. Г. Короленко, Н. Н. Носова, Карлиса Скальбе, сказки народов СССР, былины.

## Важнейшие сочинения
- Namas Nr. 13 («Дом № 13», 1928).
- Mediniai stebuklai arba dievadirbio Vinco Dovinės gyvenimas ir darbai («Деревянные чудеса», 1931—1938).
- Baltaragio malūnas, arba kas dėjosi anuo metu Paudruvės krašte («Мельница Балтарагиса», 1945).

## Издания
- Raštai. T. 1—10. («Сочинения»). Vilnius: Vaga, 1970—1976.
- A-lo! Pirmoji poetiška raketa (eilėraščiai). Kaunas. 1925.
- Dainos apie svyruojančius gluosnius. Lyrika ir poema. Kaunas: Žalia vėtra, 1927.
- Kryžių Lietuva (eilėraščiai). Ryga: Džiugas ir Ko, 1927.
- Drumstas arimų vėjas. Apsakymai. Ryga: Audra, 1928.
- Namas Nr. 13. Kaunas—Ryga: Audra, 1928.
- Vosylius (poema). 1931.
- Duona kasdieninė (eilėraščiai). Kaunas: Prometėjus, 1934.
- Eilės ir poemos. Kaunas: Sakalas, 1938.
- Mediniai stebuklai arba dievadirbio Vinco Dovinės gyvenimas ir darbai. Kaunas: Sakalas, 1938.
- Kelionės į Šiaurę nuo seniausių laikų iki šių dienų. Kn. 1—2. Kaunas: Spaudos fondas, 1938—1939.
- Kryžių Lietuva. 2-asis patais. ir papild. leid. Kaunas: Spaudos fondas, 1940.
- Saulė ant savo pečių parnešti išėjo. Kaunas: LTSR Valst. l-kla, 1940.
- Baltaragio malūnas, arba kas dėjosi anuo metu Paudruvės krašte. Kaunas: Valst. grož. lit. l-kla, 1945.
- Baltaragio malūnas, arba Kas dėjosi anuo metu Paudruvės krašte. Chicago: Terra, 1952.
- Dangus griūva: lietuviškos pasakos arba kas girdėta-negirdėta, bet į pasakas sudėta apie gyvulėlius, paukščius ir žvėris. Vilnius: Valstybinė grožinės literatūros leidykla, 1955.
- Šiaurės kelionės į nuo seniausių laikų iki šių dienų. Narsiųjų keliauninkų didvyriški žygiai ir darbai. Pataisytas ir papild. leid. Vilnius: Valstybinė grožinės literatūros leidykla, 1957.
- Sunkūs paminklai. Apysaka-kronika. Viklniu: Valst. grož. lit. l-kla, 1960.
- Baltaragio malūnas, arba kas dėjosi anuo metu Paudruvės krašte. 2-asis patais. leid. Vilnius: 1962, 1971.
- Jurgio Paketurio klajonės su visokiais pavojais, arba Šventa teisybė, melo pasakos, kartūs juokai ir linksmos ašaros. Vilnius: Valstybinė grožinės literatūros leidykla, 1963.
- Suversti arimai. Devynios eilių ir poemų knygos. Vilnius: Vaga, 1964.
- Dangus griūva, arba Mūsų pasakų išmintis ir sąmojis visiems, mažiems ir dideliems: pasakos. Vilnius: Vaga, 1965.
- Pagirio linksmybės: eilėraščiai. Vilnius: Vaga, 1974.
- Dangus griūva, arba Mūsų pasakų išmintis ir sąmojis visiems, mažiems ir dideliems: pasakos. Vilnius: Vaga, 1979.
- Mediniai stebuklai: romanas; Baltaragio malūnas: apysaka. Kaunas: Šviesa, 1979.
- Čir vir vir pavasaris: [eilėraščiai]. Vilnius: Vaga, 1981.
- Mediniai stebuklai: romanas; Baltaragio malūnas: apysaka. Kaunas: Šviesa, 1983.
- Jurgio Paketurio klajonės su visokiais pavojais, arba Šventa teisybė, melo pasakos, kartūs juokai ir linksmos ašaros: pasaka-apysaka. 4-asis leidimas. Vilnius: Vaga, 1984.
- Lyrika: rinktinė. Vilnius: Vaga, 1984.
- Baltaragio malūnas: romanas. 4-asis leidimas. Vilnius: Vaga, 1996. 188 p.
- Dangus griūva, arba Mūsų pasakų išmintis ir sąmojis visiems, mažiems ir dideliems: pasakos. Vilnius: Alka, 1997.
- Gyvenimas drauge su draugu: atsiminimų metmens apie jaunystės draugę ir žmoną Oną Kazanskaitę-Borutienę. Vilnius: Lietuvos rašytojų sąjungos leidykla, 1999.
- Baltaragio malūnas, arba Kas dėjosi anuo metu Paudruvės krašte: [apysaka]. Vilnius: Alma littera, 2002

## Переводы
Стихи Боруты на русский язык переводили Я. Л. Белинский, Л. Беринский, Г. Герасимов, А. Големба, Ю. Григорьев, В. К. Звягинцева, А. И. Кленов, Л. Миль, Л. А. Озеров, А. Ревич, Е. Терновский, А. Флешин. Поэму «Бунт пахарей» на польский язык перевёл Чеслав Милош (1933), он же и Теодор Буйницкий переводили стихотворения. Кроме того, стихи переводились на белорусский, киргизский, таджикский, эстонский, эсперанто языки. Проза переводилась на русский, а также английский, исландский, латышский, немецкий, польский, чешский языки.

### Для детей
- Небо рушится, или Были-небылицы, в которых участвуют звери и птицы. Пер. с литов. Москва: Детгиз, 1959.
- С. Маршак. Кто вызвал бурю. Из Казиса Боруты. Москва: Детский мир, 1962.
- Кто вызвал бурю. Пер. С. Маршак. Вильнюс: Вага, 1964.
- Приключения Юргиса Пакетуриса. Весёлые и грустные, лукавые и немудренные были-небылицы, шутки-прибаутки. Пер. С. Миль и Д. Эпштейнайте. Москва: Детская литература, 1965.
- Die Tanne und ihre Kinder. Berlin: Altberliner Verlag L. Groszer, 1958, 1961, 1965.
- Die Mühle des Baltaragis. Berlin: Rütten und Leoning, 1970.
- Baltaradža dzirnavas: jeb kas notika vinos laikos Piedruves novada. 1974 (латышск. яз.)
- Die Mühle des Baltaragis. 1976.
- Myllan á Bardi eda undarlegir atburdir sem urdu hér um arid i Otravatnshéradi.
- Wooden Miracles of life and works of Vincas Dovine maker of gods. Chicago, 1988.
- Dřevěné zázraky. Praha, 1978 (чешск. яз.).
- Młyn Bałtaragisa, czyli co się ongiś działo w paudruwiskiej krainie, tł. Biruta Markuza-Bieniecka i Jerzy Bieniecki. 1986 (польск. яз.).
- Baltaragisuv mlýn. Praha, 1987 (чешск. яз.).
- Baltaragisuv mlýn, Dřevěné zázraky. 1988 (чешск. яз.).